# Un président ne devrait pas dire ça…
« Un président ne devrait pas dire ça… », sous-titré Les secrets d'un quinquennat, est un livre des journalistes d'investigation Gérard Davet et Fabrice Lhomme, publié le 12 octobre 2016, consacré aux cinq années d'entretiens privés des deux hommes avec le président de la République française François Hollande. L'ouvrage est à l'origine d'une importante polémique, notamment au sein de la majorité du moment, et est considéré comme l'un des facteurs conduisant au renoncement de François Hollande à se présenter à l'élection présidentielle française de 2017.

## Genèse de l'ouvrage
Selon le producteur Jean-Marc Dumontet —  proche d'Emmanuel Macron — François Hollande, au lancement du projet du livre, croit que les deux auteurs vont écrire pour le magnifier.
Les deux journalistes ont eu avec François Hollande 61 entretiens en cinq ans, soit une moyenne de un par mois.

## Thèmes
Ce livre de 672 pages aborde plus d'une dizaine de thèmes.

### 35 heures
Alors qu'il avait durement désavoué certains de ses ministres – notamment Manuel Valls et Emmanuel Macron – qui s'étaient publiquement interrogés sur les 35 heures, François Hollande estime dans ce livre d'entretien que dans le cadre du monde hospitalier et pour les fonctionnaires, les 35 heures « n'ont pas été bien pensées ». Le Président voit les 35 heures comme un des marqueurs « qui permettent de retrouver l'électorat de gauche ».

### Donald Trump
Dans ses confidences, François Hollande ne cache pas son absence de sympathie pour Donald Trump qui incarne selon lui « exactement ce que l'extrême droite pourrait faire demain en France ». Il condamne la position isolationniste que le candidat républicain pourrait adopter s'il était élu président des États-Unis. 
François Hollande presse la possibilité d'un succès de Trump sur des bases proches de celles qui agitent les Français : « Je pense que les Américains ont le même problème que nous, moins les institutions : déclassement des catégories moyennes, peur de l'immigration, raidissement moral, les musulmans… ».

### Football
Lors d'un entretien en 2012, François Hollande évoque « une communautarisation, une segmentation, une ethnicisation (...) Il n’y a pas d’attachement à cette équipe de France, avait-il jugé à l’époque. Il y a les gars des cités, sans références, sans valeurs, partis trop tôt de la France. », avant de reconnaître lors d'un entretien en 2016 « Vous n’avez pas gagné la coupe, mais vous avez gagné les cœurs. C’est inestimable. Merci pour tout. ».
Lors d'un entretien, il estime que les joueurs sont des personnes qui « sont passés de gosses mal éduqués à vedettes richissimes, sans préparation. Ils ne sont pas préparés psychologiquement à savoir ce qu’est le bien, le mal. ».
François Hollande conseille à la Fédération française de football d'organiser des formations pour les joueurs dans une logique de « musculation de cerveau » , notamment ceux de l'équipe de France.
L'ancien héros des Bleus Zinédine Zidane, généralement réservé, parle de propos « dérangeants ».

### Immigration
Après avoir avancé qu'on ne pouvait « continuer à avoir des migrants qui arrivent sans contrôle », François Hollande évoque la sécession des territoires : « Comment éviter la partition ? Car c'est quand même cela qui est en train de se produire : la partition. »
Le 23 juillet 2014, à la question de savoir s’il y a « trop d’immigration », François Hollande avait répondu « qu'il y a trop d'arrivées, d'immigration qui ne devrait pas être là ». La droite comme le Front national réagissent pour dénoncer le « décalage » entre les propos et les actes du chef de l'État en ce domaine.

### Islam
Selon une confidence de François Hollande « Ce n’est pas l’islam qui pose un problème, dans le sens où ce serait une religion qui serait dangereuse en elle-même, mais parce qu’elle veut s’affirmer comme une religion dans la République. Après, ce qui peut poser un problème, c’est si les musulmans ne dénoncent pas les actes de radicalisation, si les imams se comportent de manière antirépublicaine… »
La femme voilée est présentée comme pouvant devenir la « Marianne de demain », ce qui choque de nombreux élus de la droite et du Front national qui parlent de promotion du communautarisme. Le chef de l'État explique pourtant dans la suite de la citation où il ajoute : « d'une certaine façon, si on arrive à lui offrir les conditions pour son épanouissement, elle se libérera de son voile et deviendra une Française, tout en étant religieuse si elle veut l'être, capable de porter un idéal »
François Hollande parle aussi de l'islam comme d'une religion qui pose problème, en « demand(ant) des lieux, des reconnaissances ».

### Justice
Le président parle de la Justice française comme d'une « institution de lâcheté » et déclare que chez « tous ces procureurs, tous ces hauts magistrats, on se planque, on joue les vertueux... On n’aime pas le politique »,.
La phrase met en émoi l'institution, le Conseil supérieur de la magistrature, rejoint par le premier président de la Cour de cassation Bertrand Louvel et le procureur général, dénonce des propos « dangereux et injustes ». François Hollande s'excuse dans une lettre où il déclare que « ces propos sont sans rapport avec la réalité de [sa] pensée ».

### Parti socialiste
Il déclare qu'il « faut un acte de liquidation. Il faut un hara-kiri » pour le Parti socialiste. 

### Projet d'aéroport du Grand Ouest
Pour le chef de l'État, cet aéroport, destiné à remplacer celui de Nantes-Atlantique et qui suscite une vive contestation locale, « ne verra [probablement] jamais le jour ».

### Polémique sur les «sans-dents»
Dans son essai autobiographique Merci pour ce moment, publié en 2014, Valérie Trierweiler accusait François Hollande de surnommer avec sarcasme les pauvres, les « sans-dents ». François Hollande reconnaît l'utilisation du terme mais se justifie de l'avoir utilisé dans un contexte plus compassionnel : « Je lui ai dit : je vois les gens qui viennent vers moi dans les manifestations, ce sont des pauvres, ils sont sans dents ».
Dès la parution du livre, cette dernière réagit en rendant public un SMS que François Hollande lui aurait envoyé en 2008 et dans lequel il dit : « Je suis avec ma copine Bernadette dans une grande manifestation dans son canton. Je lui ai fait un numéro de charme. Mais tu ne dois pas t'inquiéter. Dans son discours, elle a fait un lapsus formidable. Rire général, même chez les sans-dents ».

### Sécurité nationale
François Hollande reconnaît avoir ordonné au moins quatre assassinats ciblés pendant son mandat, dont celui du chef islamiste somalien Mokhtar Ali Zubeyr en septembre 2014. Le journaliste Vincent Nouzille confirme que le président aurait ordonné l'exécution d'une quarantaine de djihadistes entre 2013 et 2016, dont huit Français (au rang desquels Macreme Abrougui, tué par une frappe française en Syrie en octobre 2016), et cinq autres tués dans des frappes ciblées grâce à des drones américains : David Drugeon, Charaffe El-Mouadan, Boubaker El Hakim, Salah Gourmat et Walid Hamam. Abdelhamid Abaaoud, l’un des principaux organisateurs des attentats du 13 novembre 2015, aurait lui-même été la cible d'une opération à la fin de l'été 2015, qui n'aurait finalement pas été menée au bout pour éviter des dommages collatéraux parmi la population civile. Le ministre des Affaires étrangères, Jean-Marc Ayrault, se désolidarise des propos de Hollande.
Il reconnait également s'être servi de l'état d'urgence — déclaré quelques heures après les attentats du 13 novembre — pour contrôler les militants écologistes à l'approche de la conférence de Paris sur le climat (COP 21).

### Vie politique française
La plupart des attaques politiques contenues dans le livre sont dirigées contre Nicolas Sarkozy, ce qui fait dire à ses deux auteurs que « l'antipathie a viré à la monomanie ». François Hollande y surnomme l'ancien président de la République « De Gaulle le Petit », sur le modèle de Victor Hugo qui avait ainsi surnommé Napoléon III dans le pamphlet Napoléon le Petit en 1852. Il ajoute que ce dernier « ne fait pas le partage entre ce qui est possible et ce qui n'est pas possible, le légal et le non-légal, le décent et le non-décent » et l'accuse d'être obsédé par l'argent. En dépit de toutes ces attaques, il annonce qu'il votera pour ce dernier à l'élection présidentielle de 2017 si celui-ci est opposé au second tour à Marine Le Pen, la présidente du Front national (hypothèse qui disparaîtra peu de temps après avec l'élimination de Nicolas Sarkozy dès le premier tour de l'élection primaire de son parti).
Il reconnaît des qualités à Marine Le Pen, notant « le travail fourni par le Front national, très argumenté, bien charpenté », venant sur des sujets avec « un texte articulé, avec une logique, qui peut s'entendre ». À la différence de certains de ses proches, il craint que le parti de Marine Le Pen puisse être élu régionalement car, selon lui, Marine Le Pen ne commettrait « pas d'erreur significative de gestion ». Il ne voit néanmoins aucune différence entre Jean-Marie Le Pen et sa fille, les deux partageant « la même philosophie, la même idéologie » pour ce qui concerne l'immigration. Il explique le succès de cette dernière en raison notamment de la gauchisation de son discours politique.

## Accueil du livre
Les confidences du chef de l'État sont passablement commentées dans les milieux médiatiques et politiques français, ainsi que dans l'opinion publique dans les semaines qui suivent sa parution. 
C'est au sein du Parti socialiste que les portraits de ses proches politiques font le plus de remous : ainsi Claude Bartolone, le président de l’Assemblée nationale, est décrit comme un homme qui n’a « pas l'envergure ». Jean-Marc Ayrault, ancien Premier ministre, est représenté comme quelqu'un de « tellement loyal qu’il est inaudible ». François Hollande n'est pas tendre envers la ministre de l’Éducation, Najat Vallaud-Belkacem, dont il retient qu'elle est « très forte en langue de bois » en ajoutant que « ce n’est pas une intellectuelle ».
Pour ces raisons, les commentaires les plus indignés viennent des rangs même du Parti socialiste. Le Premier ministre Manuel Valls, le président de l'Assemblée nationale Claude Bartolone et le premier secrétaire du Parti socialiste Jean-Christophe Cambadélis prennent leurs distances. 
Plusieurs journaux parlent de « sabotage » voire de « suicide politique ».
Le président, dans un entretien avec deux journalistes du Monde le 21 octobre, regrette « des phrases qui ont pu être sorties de leur contexte » et déclare qu'il n'a fait que donner sa « part de vérité » sur des décisions qu'il a prises pendant son mandat. Il appelle à se concentrer sur son bilan.

### Accueil médiatique international
L'ouvrage fait réagir la presse de plusieurs pays étrangers, presque toujours pour fustiger le discrédit que le livre apporte sur l'image du président et pour témoigner de leur incompréhension, comme le font Handelsblatt en Allemagne ou La Vanguardia en Espagne. Le journal en ligne russe Vzgliad est un des plus violents, considérant que les confidences révèlent le vrai visage de François Hollande, celui d'un « petit bourgeois ordinaire bardé de la panoplie complète des stéréotypes xénophobes et racistes ».

## Réception critique
Pour Éric Conan, journaliste de Marianne, François Hollande a berné Gérard Davet et Fabrice Lhomme, leur servant « la langue de caoutchouc » dont il use depuis des décennies. Derrière les propos faussement polémiques, les deux journalistes du Monde lui ont offert une tribune électorale lui permettant de sortir du rôle de Président qu'il est incapable d'assumer pour se placer dans la position du candidat, personnage correspondant à « ce qu'il sait faire de mieux ». Une analyse partagée par Jean-Paul Brighelli qui pense que tant la date de parution de l'ouvrage que les propos considérés comme « polémiques » ne tiennent en rien du hasard, mais servent le candidat Hollande pour lui donner « à force de démagogie, une authenticité populiste nouvelle ».
Pour Éric Zemmour, ces entretiens sont dans la  continuité de 30 ans de carrière politique et de proximité avec les journalistes qu'il a renseignés en même temps que ceux-ci ont fait sa promotion médiatique. François Hollande serait en cela extrêmement proche de Nicolas Sarkozy. Quand bien même François Hollande juge négativement certaines modifications de la société française en nommant notamment l'immigration, l'islam, les incivilités dans l'Éducation nationale, il ne serait que le « commentateur de sa propre impuissance », analyse qui rejoint l'un des thèmes principaux du livre selon Fabrice Lhomme. « Fils de Jacques Delors », s'appliquant à dépouiller les États-nations de leurs compétences pour les donner au marché et laisser le tout être régulé par le droit, il est le propre ordonnateur de cette impuissance politique.
Pierre Péan pointe également du doigt ce paradoxe d'un « président commentateur » qu'il oppose à François Mitterrand « qui s'efforçait [...] d'être au niveau de sa fonction » et qui à la différence de François Hollande « ne tutoyait personne ».
François Hollande n'a pas détesté le contenu du livre selon Gérard Davet, mais il n'a pas aimé le titre du livre.

## Conséquences
Peu de temps après la publication du livre, François Hollande bat un nouveau record d'impopularité avec seulement 4 % d'opinions positives sur son action, dépassant son plus mauvais score qui était déjà le plus bas jamais enregistré pour un président sous la Ve République.

### Proposition de destitution
Le mercredi 19 octobre, une semaine après la sortie du livre, le député de l'opposition Pierre Lellouche demande à la tribune de l'Assemblée nationale que soit posée la question de la destitution du président. Il accuse en effet le chef de l'État d'avoir dévoilé aux deux journalistes des dossiers classés Secret-Défense, notamment les aveux d'assassinats ciblés et sur l'intervention française en Syrie. 
Le 10 novembre, une proposition de destitution est officiellement transmise par le député Christian Jacob au président de l'Assemblée, Claude Bartolone, qui la relaie au président et au Premier ministre. La proposition est signée par 79 parlementaires du parti Les Républicains, dont François Fillon, Nathalie Kosciusko-Morizet, Jean-François Copé ou encore Laurent Wauquiez.
Sans surprise, la proposition est rejetée le 23 novembre par le bureau de l'Assemblée, par treize voix contre huit.
En parallèle, le député LR Éric Ciotti saisit le parquet de Paris le 4 novembre pour « compromission de la défense nationale ». Une procédure qui ne peut pas menacer le président, celui-ci bénéficiant dans l'exercice de sa fonction d'une immunité judiciaire totale.

### Polémique en Grèce
À la page 512 du livre, François Hollande fait part d'un appel téléphonique qu'il aurait reçu le 6 juillet 2015 du président russe Vladimir Poutine, dans lequel ce dernier lui aurait révélé que le Premier ministre grec Alexis Tsipras lui avait demandé, en plein débat international sur le grexit, d'imprimer des drachmes — la monnaie en vigueur en Grèce avant l'adoption de l'euro — car il ne disposait pas des imprimeries pour le faire. La nouvelle déclenche une polémique en Grèce car elle signifierait que le gouvernement envisageait bien de sortir de l'euro au moment du référendum du 5 juillet 2015. 
Le gouvernement grec dément avoir émis cette demande.

### Élection présidentielle de 2017
Pour Jean-Luc Mélenchon, si les faits d'assassinats ciblés sont avérés (il déclare espérer un démenti officiel), ils relèvent de la Cour pénale internationale.
Plusieurs personnalités de gauche, notamment le socialiste Malek Boutih, appellent à une candidature du Premier ministre Manuel Valls à la place de François Hollande à l'élection présidentielle de 2017. Pour le journal Le Monde, le livre contient les « révélations de trop ». Venant après la continuelle baisse de popularité du chef de l'État, il contribue à saper l'autorité de François Hollande et est présenté parmi les facteurs expliquant son renoncement à briguer un second mandat.

## Pièce de théâtre
Une pièce de théâtre, mise en scène par Charles Templon, est dérivée de l'ouvrage et jouée au Théâtre libre en 2023. Elle met en scène le journaliste d'un grand quotidien, Stéphane Mercier, joué par Thibault de Montalembert, qui écrit un ouvrage d'entretiens avec le président de la république avec l'aide de Léa, normalienne diplômée de Sciences po et experte des réseaux sociaux jouée par Lison Daniel. La rédactrice en chef du journal est jouée par Hélène Babu et le président par Scali Delpeyrat.

### Livres
- Conversations privées avec le président, le livre de François Hollande
- Merci pour ce moment, essai autobiographique de Valérie Trierweiler sur sa relation amoureuse avec François Hollande
- Un quinquennat pour rien, essai d'Éric Zemmour sur la présidence de François Hollande
- Ce que je peux enfin vous dire, Ségolène Royal[32]